# Ромашки (Білоцерківський район)
Рома́шки — село в Україні, у Рокитнянській селищній громаді Білоцерківського району Київської області. Населення становить 865 осіб.

## Історія
Ромашки — село при річці Гороховатці, в одній версті нижче села Телешівка. Жителів обох статей разом з селом Бакумівка, що розташована нижче по річці Гороховатці, навпроти села Шарки — 1948 осіб. У 1790 році вважалося, що у 65 хатах, 538 мешканців обох статей. Землі в маєтку нараховується 3742 десятини. Спочатку належали Андрію Абакумову, потім його доньці Олександрі Андріївні Трофімовій; а нині її дочці, дружині відставного підполковника Серафимі Антонівні Масловій. В кінці минулого століття село належало до Рокитнянського ключа.
Церква на честь Покрова Пресвятої Богородиці спочатку була дерев'яна, збудована 1773 року священиком з села Вінцентівка Феодором Куликівським «на кшталт халупи, зі снопків пошита, глиною обліплена». У 1843 році покійна поміщиця Трофімова на її місці побудувала кам'яну з трьома престолами: головний на честь Покрова Пресвятої Богородиці, бічні — на честь Святителя Миколая та преподобного Антонія Печерського. Церква багато оснащена начинням, по штатах зарахована до 5-го класу; землі має 37 десятин.

## Населення
За даними всеукраїнського перепису населення 2001 року у селі мешкало 865 осіб.
Мова
Розподіл населення за рідною мовою за даними перепису 2001 року був наступним:
| українська | 840 | 97,11 |
| російська  | 24  | 2,77  |
| молдовська | 1   | 0,12  |

## Археологічні розвідки
Поблизу села у 1899 році відомий археолог Вікентій Хвойка розкопав пам'ятки Черняхівської культури. Вельми відома посудина із землеробським календарем. На ній зображені дощі, колосіння хлібів, жнива, Ярилин день, Купала, обжинки, а також ряди квадратиків, що відповідають дням землеробських робіт.

## Покровська церква

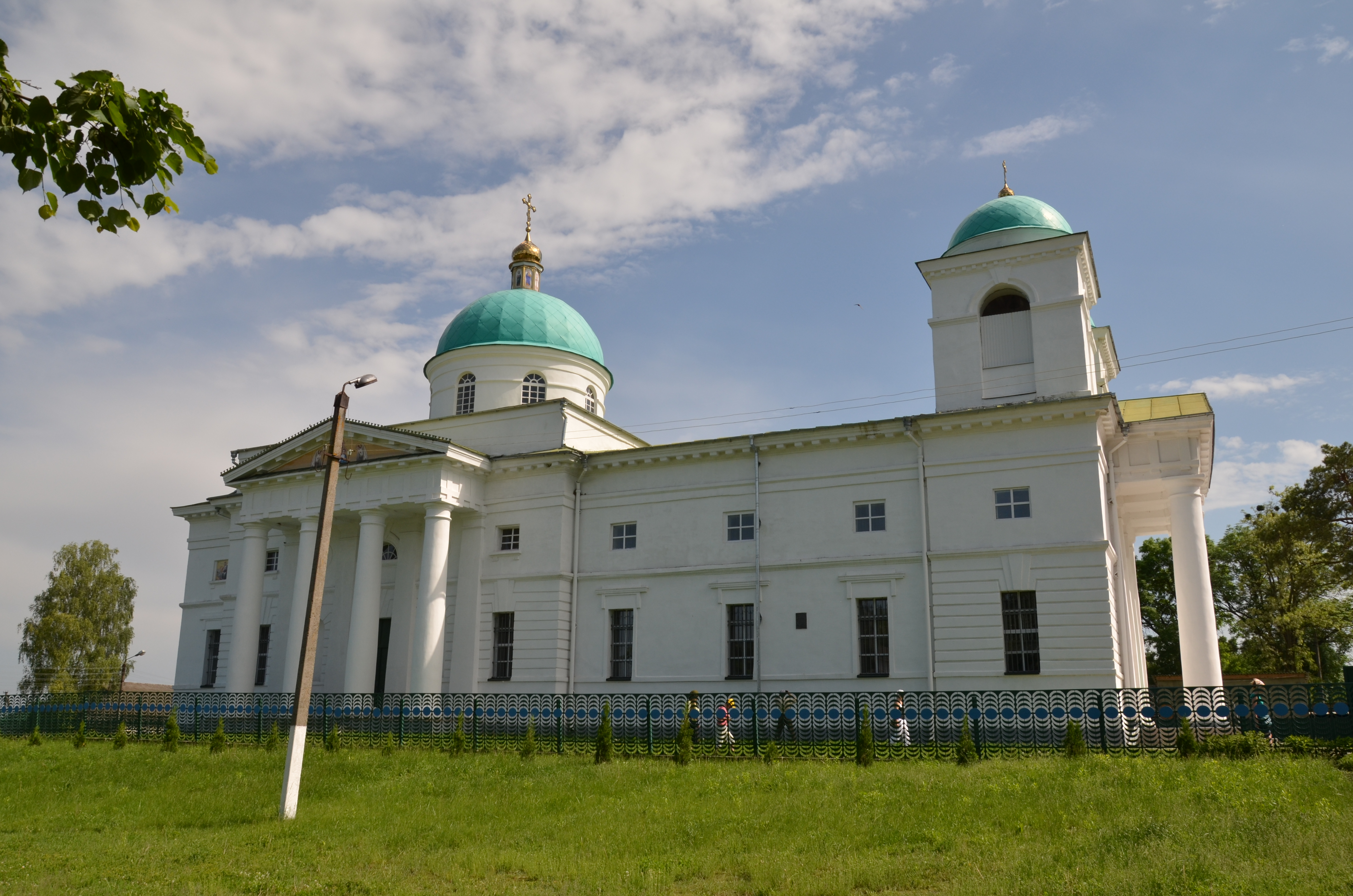
Покровська церква в с. Ромашки

Головна архітектурна пам'ятка села — Покровська церква, будівництво якої закінчено 1843 року. У провінції, для будівництва храму використали давній проєкт, створений наприкінці XVIII — початку XIX століття у стилі розвинутого класицизму.
Церква у вигляді базиліки зі спрощеними деталями та декором, котрий обмежений тинькуванням поверхонь, дощатим рустом на кутах, розфарбуванням в два улюблені кольори класицизму — жовте тло, білі деталі. Західний фасад Покровської церкви прикрасив чотириколонний портик з трикутним фронтоном та дві невисокі дзвіниці-вежі. Дахи криті бляхою, пофарбованою в зелений колір, що перегукується з кольором навколишньої рослинності. Мури храму прикрашені двома ярусами вікон, в першому ярусі — видовжені, в другому — квадратні, як то було типово для палаців дворянських садиб доби палладіанства. Лиштва біля вікон відсутня. Східний фасад створює єдина абсида, прикрашена ззовні дощатим рустом та круглими вікнами. Під час німецько-радянської війни західний фасад Покровської церкви був пошкоджений та відновлений у первісному вигляді у повоєнний час.
Обмаль декору за край компенсована вишуканою стриманістю всіх фасадів Покровської церкви та величним силуетом, притаманним лише храмовим спорудам в столиці. Храм справляє враження видатної столичної споруди, проєкт якої був використаний ще й в сільській місцевості. Прикладами цього типу базилікальних храмів були:
- Троїцький собор Олександро-Невської лаври (архітектор Старов Іван Єгорович);
- П'ятницька церква у маєтку Липяги (1826—1834), близька за часом побудови до храму в селі Ромашки під Києвом;
- Церква Димитрія Солунського у маєтку Печетово військового губернатора Петербурга Павла Голенищева-Кутузова;
- Успенська церква на Могильцях в Москві (архітектор Ніколя Легран).

## Відомі люди
- Ф. П. Чередніченко (1901—1942) — професор Київського політехнічного інституту, брав участь у проведенні наукових досліджень в оборонній галузі, розстріляний під час німецької окупації.